# Loki (2.ª temporada)
A segunda temporada da série de televisão estadunidense Loki, baseada no personagem de mesmo nome, da Marvel Comics, mostra Loki trabalhando com Mobius M. Mobius, Caçadora B-15 e outros membros da Autoridade de Variância Temporal (AVT) para navegar no multiverso a fim de encontrar Sylvie, Ravonna Renslayer e Senhorita Minutos. É ambientada no Universo Cinematográfico Marvel (UCM), compartilhando continuidade com os filmes da franquia. A temporada é produzida pela Marvel Studios, com Eric Martin como roteirista principal, e Justin Benson e Aaron Moorhead liderando a equipe de direção.
Tom Hiddleston reprisa seu papel como Loki, junto com Sophia Di Martino (Sylvie), Gugu Mbatha-Raw (Renslayer), Wunmi Mosaku (Caçadora B-15), Eugene Cordero, Tara Strong (Senhorita Minutos), Neil Ellice, Jonathan Majors e Owen Wilson (Mobius) reprisando seus papéis da primeira temporada, junto com Rafael Casal, Kate Dickie, Liz Carr e Ke Huy Quan. O desenvolvimento de uma segunda temporada começou em novembro de 2020 e foi confirmado em julho de 2021, com Martin, Benson e Moorhead contratados no final de fevereiro de 2022. As filmagens começaram em junho de 2022 no Pinewood Studios e foram concluídas em outubro. Dan DeLeeuw e Kasra Farahani foram revelados como diretores adicionais para a temporada em junho de 2023.
A segunda temporada estreou no Disney+ em 5 de outubro de 2023, e lançou seis episódios até 9 de novembro. Fará parte da Fase Cinco do UCM. A recepção da crítica foi geralmente favorável, com elogios à sua conclusão, à sua trilha musical e ao arco do personagem Loki.

## Episódios
| N.º | Título                                       | Dirigido por                   | Escrito por                                                                      | Exibição original     |
| --- | -------------------------------------------- | ------------------------------ | -------------------------------------------------------------------------------- | --------------------- |
| 1 | "Ouroboros" "Ouroboros (BR)"                 | Justin Benson e Aaron Moorhead | Eric Martin                                                                      | 5 de outubro de 2023  |
| Loki descobre que está viajando no tempo, enquanto tenta escapar da Autoridade de Variância Temporal no passado e se reunir com Mobius M. Mobius no presente. Os dois vão ao encontro do agente da AVT, Ouroboros "O.B.", que deduz que Loki está "deslizando no tempo", fenômeno que ocorre devido à instabilidade das ramificações da linha do tempo causada pela morte de Aquele Que Permanece. O.B. instrui Mobius a se aproximar do Tear Temporal com um dispositivo chamado Extrator de Aura Temporal, que ele usaria para extrair Loki do fluxo do tempo enquanto ele se poda. O tempo de Loki passa para o futuro, onde ele encontra Sylvie brevemente antes de ser podado no último segundo possível. Mobius tira Loki do fluxo temporal com sucesso, e os dois partem para encontrar Sylvie, assim como todos os caçadores da AVT que recebem ordens de procurá-la. Em uma cena no meio dos créditos, Sylvie entra em uma linha do tempo ramificada em Broxton, Oklahoma, em 1982, e visita um McDonald's. |                                              |                                |                                                                                  |                       |
| 2 | "Breaking Brad" "Quem é Brad (BR)"           | Dan DeLeeuw                    | Eric Martin                                                                      | 12 de outubro de 2023 |
| Loki, Mobius e Caçadora B-15 encontram e capturam o Caçador X-5 em Londres, 1977, na Linha do Tempo Sagrada, onde ele vive como o ator de cinema Brad Wolfe. Sob interrogatório, ele admite ter abandonado a missão de Dox e revela a localização de Sylvie. O grupo viaja para Oklahoma e a encontra trabalhando em um McDonald's. Loki tenta lembrá-la de seu último encontro no futuro da AVT, mas ela se recusa a se envolver com a organização. Enquanto isso, O.B. tenta reparar o Tear para acomodar com segurança as linhas do tempo ramificadas, mas descobre que não pode acessá-lo sem a ajuda da Senhorita Minutos desaparecida ou da aura de Aquele Que Permanece. Depois que Wolfe proclama que o grupo está em perigo mortal, Sylvie o encanta, forçando-o a revelar o plano de Dox para destruir simultaneamente as ramificações das linhas do tempo. Depois de devolver Wolfe à custódia, Loki, Mobius e Sylvie capturam Dox, mas ela teve sucesso e a maioria de seus aliados escaparam. Enquanto o recepcionista da AVT, Casey, rastreia o TemPad de Ravonna Renslayer em uma das linhas do tempo ramificadas restantes, Sylvie, recusando-se a se envolver mais, retorna ao McDonald's com o TemPad de Aquele Que Permanece em sua posse. |                                              |                                |                                                                                  |                       |
| 3 | "1893" "1893 (BR)"                           | Kasra Farahani                 | Teleplay by : Eric Martin, Kasra Farahani e Jason O'Leary Story by : Eric Martin | 19 de outubro de 2023 |
| Senhorita Minutos e Renslayer viajam para Chicago em 1868 para entregar secretamente o Guia da AVT para um jovem Victor Timely, uma variante de Aquele Que Permanece, que informou Senhorita Minutos sobre esse plano antes de sua morte. Elas então viajam para 1893 na Feira Mundial de Chicago nesta linha do tempo ramificada, onde Loki e Mobius chegam rastreando o TemPad de Renslayer. Lá, eles veem Timely apresentando seu protótipo do Tear Temporal. Timely então tem quatro grupos perseguindo-o: Loki e Mobius, que querem usar sua aura para consertar o Tear; Renslayer e Senhorita Minutos, que querem que ele ocupe o lugar de sua variante com eles ao seu lado; Sylvie, que quer matá-lo para impedir sua ascensão ao poder; e um barão ladrão e seus aliados querendo vingança contra o golpe de invenção falsa da Timely. No laboratório de Timely em Wisconsin, ele desliga Senhorita Minutos depois que ela professa amor romântico por ele. Renslayer, Loki, Mobius e Sylvie chegam, com Sylvie ganhando o controle. Sylvie permite que Loki leve Timely de volta à AVT e, em seguida, envia Renslayer para a Cidadela no Fim dos Tempos com Senhorita Minutos sendo trazida junto. Elas veem o cadáver de Aquele Que Permanece enquanto Senhorita Minutos revela que sabe um segredo sobre Renslayer.                                                                                                   |                                              |                                |                                                                                  |                       |
| 4 | "Heart of the TVA" "Coração da AVT (BR)"     | Justin Benson e Aaron Moorhead | Eric Martin e Katharyn Blair                                                     | 26 de outubro de 2023 |
| Senhorita Minutos revela que no passado, Renslayer comandou o exército de Aquele Que Permanece; ele propôs que Renslayer liderasse a AVT com ele, então fez com que Senhorita Minutos apagasse as memórias de Renslayer e de outros funcionários da AVT. À medida que o Tear Temporal atinge uma falha catastrófica, Loki e seus aliados tentam usar o Multiplicador de rendimento de Timely e Ouroboros para consertá-lo. É revelado que a fonte do conhecimento de Ouroboros é o próprio Timely, criando um paradoxo ontológico. Renslayer e Senhorita Minutos tentam assumir o controle da AVT, pedindo ajuda aos detidos Wolfe, Dox e seus partidários. Apenas Wolfe concorda; Dox e seus partidários optam por ser esmagados até a morte pela Senhorita Minutos. Wolfe poda o Caçador D-90 e sequestra Timely. Enquanto encenam um resgate, Sylvie e Loki encontram sua versão passada que escapa no tempo; Loki poda sua versão passada. Ouroboros desativa Senhorita Minutos e os dispositivos de supressão de magia da AVT. Isso permite que Sylvie encante Wolfe, controlando-o para podar Renslayer. Timely é resgatado e é capaz de restaurar o acesso ao Tear Temporal, mas o aumento da radiação temporal do Tear o assusta antes que ele possa lançar o Multiplicador de rendimento. O Tear Temporal explode, com a onda de choque se espalhando em direção a Loki, Mobius, Sylvie, B-15, Casey e Ouroboros na AVT. |                                              |                                |                                                                                  |                       |
| 5 | "Science/Fiction" "Ciência/Ficção (BR)"      | Justin Benson e Aaron Moorhead | Eric Martin                                                                      | 2 de novembro de 2023 |
| Loki sobrevive à explosão, mas todos os outros desapareceram e a sede da AVT ficou espaguetificada. Loki escapa quando começa a deslizar no tempo novamente, levando-o para as linhas do tempo ramificadas onde seus amigos Mobius, Caçadora B-15, Casey e Ouroboros foram redefinidos para suas vidas originais como Don, Dra. Verity Willis, Frank Morris e Dr. A.D. Doug respectivamente. Querendo voltar no tempo antes da explosão, Loki pede a ajuda de Doug. Com Loki incapaz de controlar seu deslize temporal, Doug propõe que Loki reúna todos os presentes na explosão para que sua aura temporal coletiva possa mandá-los de volta ao tempo e lugar certos. Doug constrói um TemPad usando um Guia de AVT que Loki guardou. Loki consegue reunir todos na oficina de Doug, exceto Sylvie, que manteve suas memórias. Recusando-se a ajudar, Sylvie faz com que Loki admita sua verdadeira motivação: ele quer seus amigos de volta e teme ficar sozinho. Quando tudo na linha do tempo de Sylvie fica confuso, ela vai ajudar Loki. No entanto, a oficina de Doug também espaguetifica, assim como Frank, Doug, Don, Willis e Sylvie. Loki finalmente controla seu deslize temporal, concentrando-se em uma pessoa. Declarando que pode "reescrever a história", Loki desliza para antes da explosão focando em Ouroboros.                                                                                            |                                              |                                |                                                                                  |                       |
| 6 | "Glorious Purpose" "Glorioso Propósito (BR)" | Aaron Moorhead e Justin Benson | Eric Martin                                                                      | 9 de novembro de 2023 |
| Loki desliza para o momento anterior à explosão do Tear Temporal. Apesar de suas tentativas, o Tear sempre falha em acomodar as infinitas ramificações. Loki desliza ao momento antes de Sylvie matar Aquele Que Permanece, que diz a Loki que o Tear é à prova de falhas; sobrecarregá-lo protege a Linha do Tempo Sagrada, excluindo as ramificações junto com a AVT. Aquele Que Permanece sugere que Loki mate Sylvie para salvar o Tear, o que Loki rejeita. Depois de consultar Mobius e Sylvie em diferentes momentos, Loki assume o lugar de Timely na aproximação do Tear. Loki destrói o Tear, rejuvenesce magicamente as linhas do tempo mortas e as reorganiza em uma estrutura semelhante a uma árvore, comprometendo-se a supervisionar as ramificações sozinho no Fim dos Tempos. A AVT agora rastreia as variantes de Aquele Que Permanece nas ramificações em crescimento, com Mobius relatando uma variante sendo interrompida no “reino adjacente” da Terra-616. B-15 torna-se uma das líderes da AVT. Ouroboros reativa uma Senhorita Minutos agora amigável e escreve um novo Manual da AVT com Timely como coautor. Em uma linha do tempo, Timely não recebeu o Manual da AVT em 1863. Renslayer acorda no Vazio e encontra Alioth. Mobius se aposenta da AVT; ele e Sylvie observam Don e seus filhos de longe.                                                                                             |                                              |                                |                                                                                  |                       |

## Elenco e personagens

### Regular
- Tom Hiddleston como Loki:
O irmão adotivo de Thor e o deus da trapaça, baseado na divindade da mitologia nórdica de mesmo nome. Ele é uma versão alternativa de "variante temporal" de Loki, que criou uma nova linha do tempo em Avengers: Endgame (2019) a partir de 2012.[4] Ele está deslizando no tempo, sendo puxado no tempo entre o passado e o presente.[5][6] Hiddleston disse que a temporada mostra Loki "compreendendo a si mesmo", tendo encontrado esta nova família da Autoridade de Variância Temporal (AVT) e sua "nova capacidade de fazer conexões".[7]
- Sophia Di Martino como Sylvie: Uma variante de Loki que quebrou a linha do tempo para criar o multiverso.[4] A temporada mostra Sylvie trabalhando como caixa em um McDonald's em 1982.[8]
- Wunmi Mosaku como Caçadora B-15: Uma caçadora de alto escalão da AVT.[9] Após a ramificação da linha do tempo, ela está trabalhando para reformar a AVT e proteger os novos cronogramas e variantes, já que ela mesma descobriu que é uma variante.[1]
- Eugene Cordero como Casey: Um recepcionista da AVT.[10]
- Rafael Casal como Caçador X-5 / Brad Wolfe:[1] Um caçador e prisioneiro da AVT,[11][12] que interpreta Brad Wolfe, um ator estrelando o filme Zaniac.[13] Casal chamou Caçador X-5 de "espelho de Loki - outra pessoa que se sente injustiçada. Ele é um personagem um pouco perdido e quase parece uma versão anterior de Loki, refletindo sobre ele".[1]
- Kate Dickie como General Dox.[11]
- Liz Carr como Juíza Gamble: Uma juíza da AVT.[11]
- Neil Ellice como Caçador D-90: Um caçador da AVT.[5]
- Ke Huy Quan como Ouroboros "O.B": Um agente da AVT responsável pela tecnologia e reparos.[14][9] Descrito como o “reparador peculiar”, Wright explicou que cada peça de tecnologia da AVT foi projetada pelo OB ou ele sabe como consertá-la e mantê-la operacional.[14]
- Owen Wilson como Mobius M. Mobius: Um agente da AVT e amigo de Loki.[13]
- Gugu Mbatha-Raw como Ravonna Renslayer: Uma ex-juíza da AVT que desapareceu e tem ligações com Aquele Que Permanece.[15]
- Tara Strong como Senhorita Minutos (Voz): O relógio antropomórfico animado mascote da AVT.[15]

- Jonathan Majors como Aquele Que Permanece e Victor Timely: Variantes de Kang, o Conquistador.[9]
  - Aquele Que Permanece é um cientista do século 31 que encerrou a primeira guerra multiversal destruindo "variantes do mal" de si mesmo e criou a AVT para impedir a formação de um novo multiverso e para impedir que suas variantes voltassem à existência.[16][9]
  - Victor Timely é um industrial e inventor do início de 1900, apresentando tecnologia futurista.[14] Ele usa óculos e um terno de três peças. O personagem foi apresentado pela primeira vez no final de Ant-Man and the Wasp: Quantumania (2023).[17][18] A Marvel Studios estava animada para continuar explorando Kang e suas variantes na temporada, particularmente querendo Timely em Loki, com o produtor executivo Kevin Wright observando que sua inclusão e integração seriam “uma grande parte” da temporada.[14]

## Produção

### Desenvolvimento
O desenvolvimento de uma segunda temporada de Loki começou em novembro de 2020. Em janeiro de 2021, o roteirista principal da primeira temporada, Michael Waldron, assinou um acordo geral com a Disney, que incluía seu envolvimento na segunda temporada de Loki. O produtor da Marvel Studios, Nate Moore, que atuou como produtor executivo da série The Falcon and the Winter Soldier, acreditava que Loki tinha histórias "realmente irreverentes, inteligentes e legais" que davam à série várias temporadas, em vez de ser um evento único. A segunda temporada foi confirmada por meio de uma cena no meio dos créditos no final da primeira temporada, que foi lançado em julho de 2021, e Tom Hiddleston disse que "discussões profundas" sobre a segunda temporada já estavam em andamento. A diretora da primeira temporada, Kate Herron, disse que não retornaria para a segunda temporada, pois sempre planejou se envolver apenas por uma temporada, enquanto Waldron disse que "ainda iria ver" se ele estaria envolvido.
Em fevereiro de 2022, a dupla de diretores Justin Benson e Aaron Moorhead foram contratados para dirigir a maioria dos episódios da segunda temporada. Eles dirigiram anteriormente dois episódios de  Moon Knight (2022), outra série da Marvel Studios, que correu tão bem que o estúdio quis que eles trabalhassem em outros projetos e foram rapidamente escolhidos para a segunda temporada de Loki. Eric Martin, um roteirista da primeira temporada que assumiu algumas das funções de Waldron durante a produção daquela temporada, foi escolhido para escrever todos os seis episódios da segunda temporada, com Hiddleston e Waldron confirmados para retornarem como produtores executivos. Benson e Moorhead estavam animados para abordar outro personagem em Loki que, assim como Marc Spector / Cavaleiro da Lua, de Moon Knight, foi definido por ser um pária e tinha "complexidade em ser [um] pária". A pré-produção começou no final de abril de 2022. Dan DeLeeuw, um supervisor de efeitos visuais e diretor de segunda unidade em vários filmes do UCM, e o designer de produção da primeira temporada Kasra Farahani foram revelados como diretores em junho de 2023. Os produtores executivos da temporada incluem Kevin Feige, Stephen Broussard, Louis D'Esposito, Victoria Alonso, Brad Winderbaum e Kevin R. Wright, ao lado de Hiddleston, Benson e Moorhead, Martin e Waldron.

### Roteiro
Farahani, Jason O'Leary e Katharyn Blair são os roteiristas da temporada ao lado de Martin. Waldron disse que a temporada continuaria a história da primeira temporada, mas de uma maneira diferente, subvertendo as expectativas e explorando "novos campos emocionais" para Loki. Hiddleston explicou que Loki está mais uma vez com a Autoridade de Variância Temporal (AVT) e trabalhando com Mobius M. Mobius, apesar de Mobius não se lembrar de Loki, e confrontou Sylvie sobre suas ações no final da primeira temporada. Ele acrescentou que a segunda temporada seria "uma batalha pela alma da AVT". Mais da história da AVT é explorada na temporada. Wright explicou que grande parte do "conflito de personagem central" na temporada veio da AVT e da relação de cada um com ela, afirmando: "Queremos que todos estejam na área cinzenta — eles não são bons nem maus. Eles podem fazer escolhas ruins ou escolhas heróicas, mas estão tentando descobrir quem são. A TVA parecia o lugar onde poderíamos maximizar a narrativa e aprender mais sobre esses personagens através disso”. Wright afirmou que os criativos queriam levar ainda mais a estranheza da série na segunda temporada, ao mesmo tempo que mantinham os momentos mais longos e guiados pelos personagens, notadamente a amizade entre Loki e Mobius. Os roteiristas tomaram cuidado para não começar a temporada "avançando o drama" a partir do final da primeira temporada, mas para sentar e explorar a "turbulência emocional" de Loki e Sylvie que eles enfrentaram ao entrar na temporada. A temporada ajudará a conectar toda a Saga do Multiverso do UCM.
Após o final das filmagens do final da primeira temporada, "For All Time. Always", o produtor executivo Kevin R. Wright e a atriz Sophia Di Martino iniciaram uma discussão informal sobre o futuro de Sylvie, com Di Martino pensando que ela ficaria com fome após a morte de Aquele Que Permanece concluir sua longa missão de vingança. Quando o desenvolvimento da segunda temporada começou, Wright sentiu que ter Sylvie visitando um McDonald's dos anos 1980 seria "atraente" para ela como um lugar para "desacelerar", sendo atraída para aquele local com base na nostalgia que uma criança sentia ao ir para lá depois de um evento esportivo ou para uma festa de aniversário, algo que Sylvie nunca experimentou. A localização do McDonald's em 1982 foi incluída no roteiro antes de abordar a empresa, um reverso das típicas parcerias de marca na mídia, com Wright pensando que o McDonald's veria a inclusão como uma tentativa de zombar deles, em vez de uma "história sincera [e] carta de amor" que eles estavam criando. A Marvel Studios já tinha uma parceria de marketing com o McDonald's, com o restaurante também buscando colaborar com marcas além da típica ligação de produtos, levando o McDonald's a aprovar sua inclusão na temporada. O diretor de marketing global do McDonald's, Morgan Flatley, acredita que a história de Sylvie está alinhada com sua marca de "fornecer conforto e familiaridade". A temporada também visita a Exposição Universal de 1893, Londres na década de 1970 e Centro-Oeste na década de 1980.

### Design
Farahani também voltou como designer de produção da temporada. Ele descreveu as novas áreas da AVT vistas na temporada como a "base" da organização, acreditando que teriam sido construídas antes dos locais vistos na primeira temporada. Essas novas locações tinham "mais uma estética da guerra fria dos anos 1950", apresentando "verdes discretos e suaves", embora as cores amarelo e laranja estabelecidas na primeira temporada ainda estejam presentes como destaques. Christine Wada voltou como figurinista, observando que os figurinos dos personagens ainda estavam "ancorados" no design da AVT, mesmo quando eles se aventuravam fora da AVT.

### Elenco
Hiddleston, Gugu Mbatha-Raw, Wunmi Mosaku, Eugene Cordero, Tara Strong, Owen Wilson e Sophia Di Martino retornam da primeira temporada como Loki, Ravonna Renslayer, Caçadora B-15, Casey / Caçador K-5E, Senhorita Minutos, Mobius M. Mobius e Sylvie, respectivamente. Jonathan Majors também retorna na temporada, interpretando Victor Timely, outra variante de Aquele Que Permanece, que interpretou na primeira temporada, e Kang, o Conquistador, que interpretou no filme Ant-Man and the Wasp: Quantumania (2023); Timely também foi introduzido no final de Quantumania, aparecendo na cena pós-créditos do filme. O diretor Peyton Reed afirmou que o uso da cena parecia natural devido ao foco do UCM em histórias multiversais e o fato de que a temporada e o filme estavam sendo desenvolvidos simultaneamente. Esperava-se que Majors aparecesse em cerca de metade dos episódios da temporada. Neil Ellice também retorna como Caçador D-90. Cordero e Ellice se tornaram regulares na série na temporada. Em maio de 2022,  Kevin Feige afirmou que "todo o elenco" retornaria da primeira temporada.
Em julho, Rafael Casal foi revelado para ser escalado para um "papel principal" não revelado na temporada, o Caçador X-5 e o ator Brad Wolfe. Em setembro, foi revelado que Ke Huy Quan foi escalado como o agente e tecnólogo da AVT, Ouroboros "OB". A diretora de elenco Sarah Halley Finn sugeriu Quan para a série depois de ver uma exibição inicial de seu filme Everything Everywhere All at Once (2022), com a Marvel trabalhando rapidamente para oferecer a ele um papel antes do lançamento do filme em abril de 2022, sabendo que isso resultaria em Quan receber muitas ofertas adicionais de atuação. Feige também procurou Quan pessoalmente para faze-lo aceitar o papel, sem saber que ele já era fã do MCU e da primeira temporada de Loki em particular. Em dezembro, foi revelado que Kate Dickie foi escalada no papel de vilã como a General Dox. Liz Carr também estrela como a Juíza Gamble.

### Filmagens
As filmagens começaram em 13 de junho de 2022, no Pinewood Studios, no Reino Unido, com Benson e Moorhead dirigindo a maioria dos episódios, ao lado de Dan DeLeeuw e Kasra Farahani, e Isaac Bauman como diretor de fotografia. Foi relatado anteriormente que começaria em janeiro de 2022, sob o título provisório Architect. Em julho de 2022, as filmagens de locações ocorreram em Londres, incluindo no Chatham Historic Dockyard em Kent. as fotos do set indicavam um cenário da década de 1970 para parte da temporada. A locação do McDonald's no Brooklyn em 1982 foi filmada em um antigo prédio de restaurante na Inglaterra, com a Marvel Studios trabalhando com o arquivista e historiador do McDonald's, Mike Bullington, para garantir que a decoração do cenário fosse a mais precisa possível. A empresa enviou à Inglaterra seis equipamentos de restaurante, como caixas registradoras e dispensadores de canudos, para uso no set. Bullington sugeriu que um drive-through fosse construído no local definido, visto que eles haviam se tornado um recurso popular nos restaurantes McDonald's na época, após sua introdução em 1975. As filmagens foram concluídas em outubro. O orçamento para pré-produção e filmagem foi de 141,3 milhões de dólares.

### Pós-produção
Wright afirmou que a temporada foi o primeiro projeto da Marvel Studios a não passar por nenhuma fotografia adicional. Como tal, a aparência de Majors na temporada não foi alterada devido aos seus problemas legais que começaram em março de 2023, com Wright sentindo que teria sido "precipitado fazer qualquer coisa" sem saber o seu resultado legal. Calum Ross, Emma McCleave e Paul Zucker retornam da primeira temporada como editores. Os efeitos visuais foram fornecidos por Framestore, Trixter, Industrial Light & Magic, Rising Sun Pictures, FuseFX e Cantina Creative. Christopher Townsend atua como supervisor de efeitos visuais.

## Trilha sonora
Natalie Holt estava programada para retornar da primeira temporada como compositora em julho de 2022, e planejava começar a marcar a temporada no final de 2022.

## Marketing
Hiddleston, Di Martino e Wilson compartilharam uma prévia da temporada na D23 Expo 2022, além de anunciar a escalação de Ke Huy Quan. O primeiro trailer foi lançado em 31 de julho de 2023. Charles Pulliam-Moore, do The Verge, comparou o lapso de tempo de Loki com os efeitos visuais dos filmes do aranha-verso e observou que o trailer deu uma boa visão geral do que o elenco de apoio da AVT estaria lidando na temporada. Pulliam-Moore também destacou o diálogo de Loki com Sylvie sobre serem deuses e acreditava que o papel de Majors na temporada geraria muita discussão após seu lançamento. Brad Lang, do Comic Book Resources, sentiu que o trailer "promete outra aventura multiversal" para a temporada com apostas maiores. Aaron Couch, do The Hollywood Reporter, sentiu que a inclusão de Majors no trailer "responde a uma pergunta sobre como a Disney comercializaria o programa" em meio às questões legais do ator. Chris McPherson, escrevendo para o Collider, disse que foi "surpreendente" ver Majors no trailer, enquanto James Whitbrook, do Gizmodo, sentiu que o trailer minimizou "inteligentemente" a presença de Majors. Da mesma forma, Molly Freeman e Simon Gallagher, do Screen Rant, também sentiram que a presença mínima de Majors era apropriada, com o trailer focado em introduzir o conceito de lapso de tempo. O trailer estreou com 80 milhões de visualizações, o maior número de uma série do Disney+. Imagens adicionais foram lançadas em 4 de setembro de 2023, com Fay Watson, da Total Film, animada com a provocação de uma parceria entre Loki e Sylvie. As filmagens do primeiro episódio foram exibidas no evento D23 da Disney no início de setembro de 2023. Dois episódios da série Marvel Studios: Legends foram lançados em 29 de setembro de 2023, explorando as Variantes e a AVT.
Em agosto de 2023, o McDonald's criou uma nova embalagem para seu molho agridoce, inspirado na temporada. Isso fazia parte da refeição de edição limitada "As Featured In", que reunia itens do menu do McDonald's que foram apresentados em várias mídias. Embora a campanha apresentasse muitas outras propriedades, a segunda temporada de Loki foi o que inspirou o restaurante a prosseguir a campanha e foi considerada o foco central dela. O restaurante lançou experiências exclusivas, mercadorias personalizadas e “conteúdo inédito” relacionado à mídia que inspirou a refeição. Para a segunda temporada de Loki, qualquer cliente que comprasse o molho poderia escanear a embalagem no Snapchat para uma experiência temática de realidade aumentada que oferecia prévias exclusivas da temporada desenvolvida pela Marvel Studios, com novos conteúdos estreando semanalmente durante a promoção. As filmagens da temporada foram apresentadas no trailer promovendo a refeição "As Featured In". Além disso, o McDonald's transformou um de seus restaurantes no Brooklyn, Nova York, com o tema 1982, conforme aparece na temporada que começa em 30 de agosto, durante três dias. Os funcionários do restaurante usavam uniformes de época e apresentavam preços mais baratos para a refeição "As Featured In", destinada a refletir os preços dos alimentos da década de 1980. A porta foi alterada para imitar um timedoor da AVT para que os clientes "viajassem" de volta a 1982 ao entrar no local enquanto fantasias e adereços da temporada eram exibidos.
A série fez parceria com Randy's Donuts em Inglewood, Califórnia, para oferecer donuts com o tema Snhorita Minutos de 6 a 18 de setembro de 2023, com o icônico donut do local no topo do prédio coberto para parecer a Senhorita Minutos. Em 2 de outubro de 2023, a Senhorita Minutos foi apresentada na roda gigante do Navy Pier. As caixas de cereais Lucky Charms de edição limitada foram disponibilizadas no Walmart em 6 de outubro de 2023, apresentando uma capa que alternava entre o mascote duende do cereal Lucky e o Loki de Hiddleston.

## Lançamento
A segunda temporada está programada para estrear no Disney+ em 5 de outubro de 2023, às 21h, horário do Leste, com episódios subsequentes sendo lançados semanalmente às quintas-feiras no mesmo horário. A temporada consistirá em seis episódios, concluindo em 9 de novembro. A temporada foi originalmente programada para estrear em 6 de outubro e ser lançada às sextas-feiras às 3 da manhã, horário do leste dos EUA, antes de passar o lançamento para as quintas-feiras, seguindo o movimento de programação semelhante e bem-sucedido de Ahsoka. O evento de lançamento da temporada, que exibiu os dois primeiros episódios, ocorreu no dia 2 de outubro no El Capitan Theatre em Hollywood, Los Angeles, ao lado de eventos em várias outras cidades dos Estados Unidos. Fará parte da Fase Cinco do UCM.

## Recepção
O site agregador de avaliações Rotten Tomatoes relata um índice de aprovação de 86% com uma classificação média de 7,2/10, com base em 63 avaliações. O consenso crítico diz: "A estonteante e deslumbrante segunda temporada de Loki pode depender de prestidigitação para desviar a atenção de seu enredo um pouco menos satisfatório, mas o resultado final ainda contém o suficiente daquela velha magia da Marvel para entreter". O Metacritic, que usa uma média ponderada, atribuiu uma pontuação de 63 em 100 com base em 17 críticos, indicando "avaliações geralmente favoráveis".
 

Revendo os primeiros quatro episódios, Daniel Feinberg, do The Hollywood Reporter, disse que a temporada teve "apenas um pouco da estranheza esotérica que tantas vezes tornou a primeira temporada uma explosão. O enredo é tão complicado que a sensação de diversão raramente surge, mas graças ao excelente elenco e alguns dos melhores designs de produção da TV, quase sempre há algo para prender sua atenção — se não para desencadear qualquer investimento emocional".